# کاهش (فیلم)
کاهش (انگلیسی: Reducing) یک فیلم به کارگردانی چارلز ریسنر است که در سال ۱۹۳۱ منتشر شد.